# Júlio César Leal
Júlio César Leal Junior (né le 13 avril 1951 à Itajubá) est un entraîneur brésilien de football.

## Biographie
Il dirige plusieurs sélections (Brésil U-20 et Tanzanie), remportant la Coupe du monde des moins de 20 ans en 1993, et en étant finaliste de l'édition 1995. 
Il remporte différents championnats régionaux avec les clubs brésiliens, et le championnat sud-africain en 2011 ainsi que la coupe d'Afrique du Sud en 2009.